# Stenebyen
Stenebyen este o localitate din comuna Sola, provincia Rogaland, Norvegia, cu o suprafață de 0,4 km² și o populație de 1.045 locuitori (2013).